# Longding (Distrikt)
Der Distrikt Longding ist ein Distrikt im indischen Bundesstaat Arunachal Pradesh. Sitz der Distriktverwaltung ist Longding. Der zugehörige Hierarchische Administrative Subdivision-Code (HASC) lautet: IN.AR.LD.

## Geschichte
Am 19. März 2012 wurde das Gebiet (die Circles Kanubari, Lawnu, Longding, Pangchao, Pumao und Wakka) aus dem Distrikt Tirap herausgelöst.

## Geografie
Der Distrikt Longding liegt im Süden von Arunachal Pradesh. Der Distrikt grenzt im Norden an Assam, im Osten an den Distrikt Tirap, im Südosten und Süden an Myanmar sowie im Westen an Nagaland. Die Fläche des Distrikts Longding beträgt 1192 km². Das Gebiet ist fast vollständig von Wald bedeckt und teilweise Bergland. Die wichtigsten Flüsse sind der Tewai und der Tissa.

## Bevölkerung

### Übersicht
Nach der Volkszählung 2011 hat der Distrikt Longding 56.953 Einwohner. Bei 48 Einwohnern pro Quadratkilometer ist der Distrikt nur dünn besiedelt. Die Bevölkerungsentwicklung ist typisch für Indien. Zwischen 2001 und 2011 stieg die Einwohnerzahl um 11,6 Prozent. Der Distrikt ist deutlich ländlich geprägt und hat eine unterdurchschnittliche Alphabetisierung. Es gibt keine Dalits (scheduled castes), aber sehr viele Angehörige der anerkannten Stammesgemeinschaften (scheduled tribes).

### Bevölkerungsentwicklung
Wie überall in Indien wächst die Einwohnerzahl im Distrikt Longding seit Jahrzehnten stark an. Die Circles Kanubari, Niausa (später Longding) und Wakka decken das Gebiet seit 1961 in heutigem Umfang ab. In späteren Jahren entstanden aus Teilen dieser drei Circles die Circles Lawnu, Pangchao und Pumao. Die Zunahme betrug in den Jahren 2001–2011 rund 12 Prozent (11,62 %). In diesen zehn Jahren nahm die Bevölkerung um mehr als 5900 Menschen zu. Die genauen Zahlen verdeutlicht folgende Tabelle:

### Bedeutende Orte
Es gibt im Distrikt mit dem Hauptort Longding nur eine einzige städtische Siedlung. Deshalb ist der Anteil der städtischen Bevölkerung im Distrikt tief. Denn nur 4234 der 56.953 Einwohner oder 7,43 % leben in städtischen Gebieten.

### Bevölkerung des Distrikts nach Geschlecht
Der Distrikt hatte immer mehr männliche wie weibliche Einwohner. Im Jahr 1991 lag der Anteil der männlichen Bevölkerung dennoch deutlich über dem indischen Durchschnitt. Dies ist typisch für weite Gebiete Indiens. Die Verteilung der Geschlechter sieht wie folgt aus:
| Verteilung der Bevölkerung nach Geschlecht im Distrikt Longding |                   |                   |                   |                   |                   |                   |                   |                   |                   |                   |                   |                   |
|                                                                 | Volkszählung 1961 | Volkszählung 1961 | Volkszählung 1971 | Volkszählung 1971 | Volkszählung 1981 | Volkszählung 1981 | Volkszählung 1991 | Volkszählung 1991 | Volkszählung 2001 | Volkszählung 2001 | Volkszählung 2011 | Volkszählung 2011 |
| Anzahl                                                          | Anteil            | Anzahl            | Anteil            | Anzahl            | Anteil            | Anzahl            | Anteil            | Anzahl            | Anteil            | Anzahl            | Anteil            |                   |
| GESAMT                                                          | 27.746            | 100 %             | 29.644            | 100 %             | 33.106            | 100 %             | 41.109            | 100 %             | 51.022            | 100 %             | 56.953            | 100 %             |
| Männer                                                          | 13.984            | 50,40 %           | 15.357            | 51,80 %           | 17.151            | 51,81 %           | 21.481            | 52,25 %           | 26.447            | 51,83 %           | 28.710            | 50,41 %           |
| Frauen                                                          | 13.762            | 49,60 %           | 14.287            | 48,20 %           | 15.955            | 48,19 %           | 19.628            | 47,75 %           | 24.575            | 48,17 %           | 28.243            | 49,59 %           |

### Volksgruppen
In Indien teilt man die Bevölkerung in die drei Kategorien general population, scheduled castes und scheduled tribes ein. Die scheduled castes (anerkannte Kasten) mit (2011) 0 Menschen (0,00 Prozent der Bevölkerung) werden heutzutage Dalit genannt (früher auch abschätzig Unberührbare betitelt). Die scheduled tribes sind die anerkannten Stammesgemeinschaften mit (2011) 54.388 Menschen (95,50 Prozent der Bevölkerung), die sich selber als Adivasi bezeichnen. Zu ihnen gehören in Arunachal Pradesh 104 Volksgruppen. Aufgrund der Sprache (Zahlen für die Volksgruppen sind nur bis Distriktshöhe veröffentlicht) sind die Wancho und Nocte die wichtigsten Gruppen innerhalb der anerkannten Stammesgemeinschaften im heutigen Distrikt.

### Bevölkerung des Distrikts nach Sprachen
Fast die ganze Bevölkerung des Distrikts Longding spricht eine tibetobirmanische Sprache. Die weitverbreitetste Sprachgruppe ist Wancho (54.028 Personen oder 94,86 % der Distriktsbevölkerung). Eine weitere bedeutende Minderheitssprache regionaler Herkunft Nocte. Zuwanderersprachen sind die Sprachgruppe Hindi (889 Personen oder 1,56 %), Bengali, Assami und Nepali.
Wancho dominiert in allen Circles des Distrikts. Mit Ausnahme des Circles Kanubari (6007 Personen oder 83,99 %) liegt der Anteil dieser Sprache überall bei mehr als neunzig Prozent. Gegenteilig sieht es bei den Minderheitensprachen aus. Nur im Circle Kanubari stellen sie nennenswerte Bevölkerungsanteile. Dort geben 459 Menschen oder 6,42 % Hindi-Sprachen und -Dialekte (Sadan/Sadri, Hindi und Bhojpuri), 173 Personen oder 2,42 % Assami, 136 Menschen oder 1,90 % Bengali und 120 Personen oder 1,68 % Nepali als Muttersprache an. Die Verteilung der Einzelsprachen sieht wie folgt aus:
| Jahr                                   | Wancho | Wancho  | Bengali | Bengali | Hindi | Hindi  | Assami | Assami | Nepali | Nepali | Nocte | Nocte  | Sadan/Sadri | Sadan/Sadri | Gesamt | Gesamt   |
| Jahr                                   | Zahl   | %       | Zahl    | %       | Zahl  | %      | Zahl   | %      | Zahl   | %      | Zahl  | %      | Zahl        | %           | Zahl   | %        |
| -------------------------------------- | ------ | ------- | ------- | ------- | ----- | ------ | ------ | ------ | ------ | ------ | ----- | ------ | ----------- | ----------- | ------ | -------- |
| 2011                                   | 54.028 | 94,86 % | 479     | 0,84 %  | 369   | 0,65 % | 343    | 0,60 % | 326    | 0,57 % | 291   | 0,51 % | 290         | 0,51 %      | 56.953 | 100,00 % |
| Quelle: Ergebnis der Volkszählung 2011 |        |         |         |         |       |        |        |        |        |        |       |        |             |             |        |          |

### Bevölkerung des Distrikts nach Bekenntnissen
Die einheimischen Bewohner bekennen sich fast vollständig zum Christentum. In den letzten hundert Jahren traten fast alle Stammesangehörige (scheduled tribes) zum Christentum über. Einzige bedeutende religiöse Minderheit sind die Hindus, die weit überwiegend Zugewanderte sind (Assamesen, Bengalis, Nepali und Leute aus Nordindien). In den Circles Lawnu, Pangchao, Pumao und Wakka sind zwischen 95 und 99 % der jeweiligen Bevölkerung Christen. Auch im Circle Longding ist beinahe die gesamte Landbevölkerung christlich. In der Stadt Longding gibt es neben einer christlichen Mehrheit auch eine starke hinduistische Minderheit (823 der 4234 Bewohner). Dieselbe Verteilung der beiden Glaubensgemeinschaften (christliche Mehrheit, große hinduistische Minderheit) findet man auch im Circle Kanubari. Die genaue religiöse Zusammensetzung der Bevölkerung zeigt folgende Tabelle:
| Jahr                                   | Buddhisten | Buddhisten | Christen | Christen | Hindus | Hindus | Jainas | Jainas | Muslime | Muslime | Sikhs | Sikhs  | Andere | Andere | keine Angaben | keine Angaben | Gesamt | Gesamt   |
| Jahr                                   | Zahl       | %          | Zahl     | %        | Zahl   | %      | Zahl   | %      | Zahl    | %       | Zahl  | %      | Zahl   | %      | Zahl          | %             | Zahl   | %        |
| -------------------------------------- | ---------- | ---------- | -------- | -------- | ------ | ------ | ------ | ------ | ------- | ------- | ----- | ------ | ------ | ------ | ------------- | ------------- | ------ | -------- |
| 2011                                   | 247        | 0,43 %     | 52.382   | 91,97 %  | 3265   | 5,73 % | 30     | 0,05 % | 341     | 0,60 %  | 21    | 0,04 % | 200    | 0,35 % | 467           | 0,82 %        | 56.953 | 100,00 % |
| Quelle: Ergebnis der Volkszählung 2011 |            |            |          |          |        |        |        |        |         |         |       |        |        |        |               |               |        |          |

## Bildung
Trotz bedeutender Anstrengungen ist das Ziel der vollständigen Alphabetisierung noch weit entfernt. Selbst für indische Verhältnisse ist der Alphabetisierungsgrad des Distrikts sehr niedrig. Während mehr als 3 von 4 Männern in den Städten lesen und schreiben können, liegt der Alphabetisierungsgrad der Frauen auf dem Land bei weniger als 30 %. Dies zeigt die folgende Tabelle:
| Alphabetisierung im Distrikt Longding  |                   |                   |
| Einheit                                | Volkszählung 2011 | Volkszählung 2011 |
| Einheit                                | Anzahl            | Anteil            |
| GESAMT                                 | 18.493            | 40,60 %           |
| Männer                                 | 11.392            | 49,76 %           |
| Frauen                                 | 7101              | 31,35 %           |
| STADT GESAMT                           | 2409              | 68,50 %           |
| Stadt-Männer                           | 1436              | 77,16 %           |
| Stadt-Frauen                           | 973               | 58,76 %           |
| LAND GESAMT                            | 16.084            | 38,27 %           |
| Land-Männer                            | 9956              | 47,33 %           |
| Land-Frauen                            | 6128              | 29,18 %           |
| Quelle: Ergebnis der Volkszählung 2011 |                   |                   |

## Verwaltung
Der heutige Distrikt ist in die sechs Circles (Kreise) Kanubari, Lawnu, Longding, Pangchao, Pumao und Wakka unterteilt.